# Les Pions humains du jeu d'échecs de Mars
Les Pions humains du jeu d'échecs de Mars (titre original : The Chessmen of Mars) est un roman d'Edgar Rice Burroughs faisant partie du Cycle de Mars et se déroulant sur Barsoom, également publié en français sous le titre Échecs sur Mars. Il s'agit du cinquième roman de la série, il suit Thuvia, vierge de Mars et est le second roman de la série dont le héros principal n'est pas John Carter. 
Le roman est initialement publié en épisodes dans All-Story Magazine en février et mars 1922, puis en un volume en 1922.

## Publications

### Version originale
- Titre : The Chessmen of Mars
- Parution en magazine : The Chessmen of Mars, "The All-Story", en février et mars 1922
- Parution en livre : A.C.McClurg & Co., 1922

### Éditions françaises
- Échecs sur Mars, traduction de Jacques Parsons, dessin de couverture de Philippe Druillet, Edition Spéciale (1971)
- Les Pions humains du jeu d'échecs de Mars, in Le Cycle de Mars 1, traduction de Charles-Noël Martin et Carole Devos, Lefrancq (1994)  (ISBN 978-2-87153-174-6) (volume réédité par la librairie Ananke en 2002  (ISBN 978-2-87418-076-7))